# Byrrhus derrei
Byrrhus derrei is een keversoort uit de familie pilkevers (Byrrhidae). De wetenschappelijke naam van de soort is voor het eerst geldig gepubliceerd in 1987 door Allemand.